# Myzorrhiza cooperi
Myzorrhiza cooperi là loài thực vật có hoa thuộc họ Cỏ chổi. Loài này được (A. Gray) Rydb. mô tả khoa học đầu tiên năm 1909.